# Norwegian Air Sweden
Norwegian Air Sweden (codi IATA: LE; codi OACI: NSW; indicatiu: NORDIC) és una aerolínia de baix cost de Suècia. Creat el 20 de novembre de 2018, opera Boeing 737 MAX 8 amb serveis regulars des de l'aeroport d'Estocolm-Arlanda. Tots els avions estan registrats a Suècia.